# 全缘栒子
全缘栒子（学名：Cotoneaster integerrimus），又名全缘栒子木（东北木本植物图志），是蔷薇科栒子属的植物。分布在亚洲、朝鲜、欧洲以及中国大陆的内蒙古、新疆、河北等地，生长于海拔2,500米的地区，多生于生石砾坡地和白桦林内，是栒子属的模式种。